# Ogné
Ogné est un hameau de la commune belge de Sprimont situé en Région wallonne dans la province de Liège.
Ce hameau faisait déjà partie de l'ancienne commune de Sprimont. 

## Situation
Le hameau, souvent associé à celui du Hornay se trouve à proximité du centre de Sprimont et occupe le sommet d'un tige condrusien ainsi que le versant sud de ce tige. 
Le hameau compte un peu moins de 1000 habitants.

## Personnalité
Jean-Hubert Pahaut dit le Roi Pahaut (1835-1914), ouvrier tailleur de pierre et syndicaliste est né à Ogné en 1835.